# Pedro Madruga
Pedro Álvarez de Soutomaior (geb.datum en plaats onbekend – Alba de Tormes, 1486) Graaf van Camiña, bijgenaamd Pedro Madruga, was een Spaanse edelman.
Pedro Alvarez de Sotomayor is van vooral belang omdat hij een exemplarisch voorbeeld vormt van een feodale heerser in de 15e eeuw. De handel en wandel van Pedro Madruga is onder meer bekend vanwege een biografie die de schrijver Vasco De Aponte rond 1550 opgetekend heeft. 
Pedro Alvarez de Sotomayor was een bastaardzoon uit een verhouding van zijn vader Fernán Yáñez met een zuster, of nicht van de Gravin van Ribadavia. Hij werd ook wel Pedro Madruga (in het Nederlands Peter Vroegop) genoemd, omdat hij altijd erg vroeg op stond als hij op reis ging.
Omdat er geen wettige erfgenaam was uit het huwelijk van doña  Sotomaior en haar man Roi Sánchez de Moscoso, werd Pedro na de dood van doña Sotomaior erfgenaam van haar grond en de bijbehorende kastelen en versterkingen. 
Aanvankelijk bezat hij slechts het kasteel van Sotomayor en het daartoe behorende landgoederen. Tijdens het bewind van de koning Hendrik IV van Castilië (1455-1474) slaagde Pedro Madruga erin om zijn bezittingen in Galicië aanzienlijk uit te breiden. Dit deed hij enerzijds met bruut geweld, en anderzijds via politiek spel, ruil, en koop en verkoop.
In 1467 kreeg hij van Hendrik IV een rentevergoeding over bezittingen in Pontevedra (stad), Vigo en Redondela. Dit was voor Pedro een voorwendsel om die drie steden in te nemen en er voortaan zijn gezag te laten gelden. Hierdoor raakte hij in conflict met de bisschop van Santiago, Alonso II de Fonseca, die de eigenlijke jurisdictie over deze steden voerde. 
Bovendien verslechterde zijn relatie met de kerk door zijn aanspraken op de stad Tui. Uiteindelijk werd dit conflict in zijn voordeel beslist en werd hij benoemd tot baron van Tui en Maarschalk van Bayona. 
Gedurende de Opstand van de Irmandiños vluchtte Pedro naar Portugal, waar hij bevriend raakte met koning Alfons V van Portugal. Hij trouwde met doña Teresa de Tabla, met wie hij zeven kinderen kreeg. 
Vanuit Portugal organiseerde hij samen met Alonso II de Fonseca de tegenaanval tegen de Irmandiños. In 1470 vielen Pedro Madruga, Fonseca en Juan Pimentel van drie kanten Galicië binnen. Pedro maakte van de gelegenheid gebruik om een eminente positie onder de Galicische adel in te nemen en zijn bezittingen verder uit te breiden.
In 1475 bereikte Pedro het hoogtepunt van zijn macht, toen hij van de Portugese koning de titel en daarmee de feodale rechten over het graafschap van Camiña kreeg. Daarmee verkreeg hij een machtsmonopolie over het zuidwesten van Galicië, waar het volk hem koning noemde.
De omstandigheden waarin Pedro Madruga om het leven kwam zijn onduidelijk. 
Vasco de Aponte legde onder meer de volgende legende vast, als voorbeeld van de wreedheid waarmee Pedro was behept: 
Een tante van Pedro, Teresa de Zúñiga, bijgenaamd La Condesa Endiablada, in het Nederlands: de door de duivel Bezeten Gravin droeg, werd door haar vazallen aangevallen en vroeg haar neef Pedro om hulp. Teresa de Zúñiga werd door lanssteken om het leven gebracht. 
Pedro Madruga besloot om haar te wreken. Hij liet enige opstandelingen de benen afhakken, stak anderen levend in brand, en nam de abt van het klooster San Clodio gevangen. Deze werd door de stad geleid, gezeten op een ezel en versierd met een streng knoflook. 

## Nageslacht
Uit het huwelijk met Teresa de Tabla kwamen de volgende kinderen voort:
- Álvaro
- Fernando
- Cristóbal
- Diego
- Alfonso
- Mayor
- Constanza